# Salers (Cantal)
Pour les articles homonymes, voir Salers.
Salers (prononcé [salɛʁ]) est une commune française située dans le département du Cantal en région Auvergne-Rhône-Alpes. Les habitants de Salers sont appelés aujourd'hui les Sagraniers (néologisme ayant remplacé l'ancienne appellation Salersois).

## Géographie

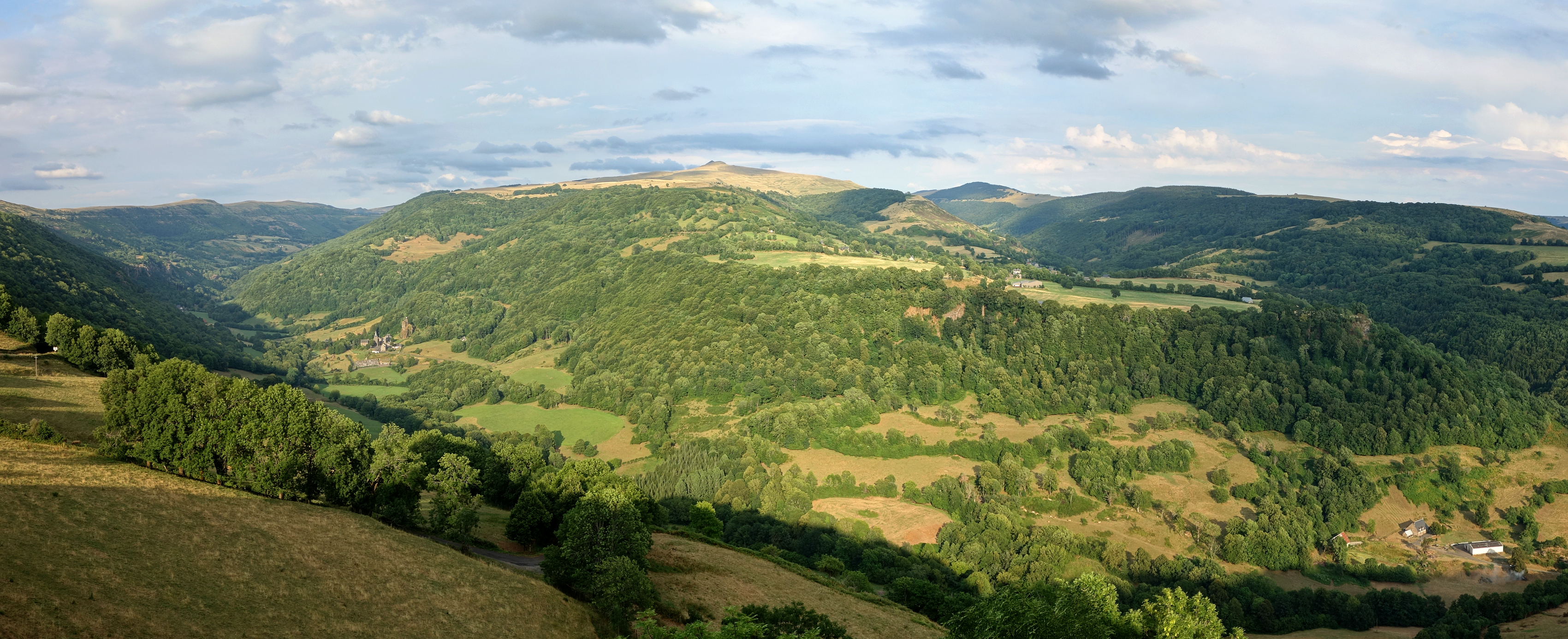
La vallée de la Maronne depuis Salers.

### Localisation
Salers est située à l'extrémité ouest du complexe volcanique du Cantal, au bord d'un plateau d'une altitude de 900 m environ. La ville s'est constituée autour d'un château situé sur une butte basaltique dominant la vallée de la Maronne. À cet endroit, la Maronne n'est plus loin de son confluent avec l'Aspre, ces deux vallées permettant l'accès par l'ouest au puy Violent et à toute la chaîne des Puys cantaliens.
| Saint-Bonnet-de-Salers |        |                      |
|                        | Salers |                      |
|                        |        | Saint-Paul-de-Salers |

### Climat
Pour des articles plus généraux, voir Climat d'Auvergne-Rhône-Alpes et Climat du Cantal.
En 2010, le climat de la commune est de type climat de montagne, selon une étude du CNRS s'appuyant sur une série de données couvrant la période 1971-2000. En 2020, Météo-France publie une typologie des climats de la France métropolitaine dans laquelle la commune est exposée à un climat de montagne ou de marges de montagne et est dans la région climatique Ouest et nord-ouest du Massif Central, caractérisée par une pluviométrie annuelle de 900 à 1 500 mm, maximale en automne et en hiver.
Pour la période 1971-2000, la température annuelle moyenne est de 9,2 °C, avec une amplitude thermique annuelle de 15,3 °C. Le cumul annuel moyen de précipitations est de 1 566 mm, avec 14 jours de précipitations en janvier et 9,1 jours en juillet. Pour la période 1991-2020, la température moyenne annuelle observée sur la station météorologique de Météo-France la plus proche, sur la commune de Marmanhac à 15 km à vol d'oiseau, est de 10,6 °C et le cumul annuel moyen de précipitations est de 1 461,7 mm,. Pour l'avenir, les paramètres climatiques de la commune estimés pour 2050 selon différents scénarios d'émission de gaz à effet de serre sont consultables sur un site dédié publié par Météo-France en novembre 2022.

## Urbanisme

### Typologie
Au 1er janvier 2024, Salers est catégorisée commune rurale à habitat dispersé, selon la nouvelle grille communale de densité à 7 niveaux définie par l'Insee en 2022.
Elle est située hors unité urbaine et hors attraction des villes,.

### Occupation des sols
L'occupation des sols de la commune, telle qu'elle ressort de la base de données européenne d’occupation biophysique des sols Corine Land Cover (CLC), est marquée par l'importance des territoires agricoles (60,5 % en 2018), une proportion identique à celle de 1990 (60,5 %). La répartition détaillée en 2018 est la suivante : 
prairies (60,5 %), milieux à végétation arbustive et/ou herbacée (32,1 %), zones urbanisées (6,5 %), forêts (0,9 %). L'évolution de l’occupation des sols de la commune et de ses infrastructures peut être observée sur les différentes représentations cartographiques du territoire : la carte de Cassini (XVIIIe siècle), la carte d'état-major (1820-1866) et les cartes ou photos aériennes de l'IGN pour la période actuelle (1950 à aujourd'hui).

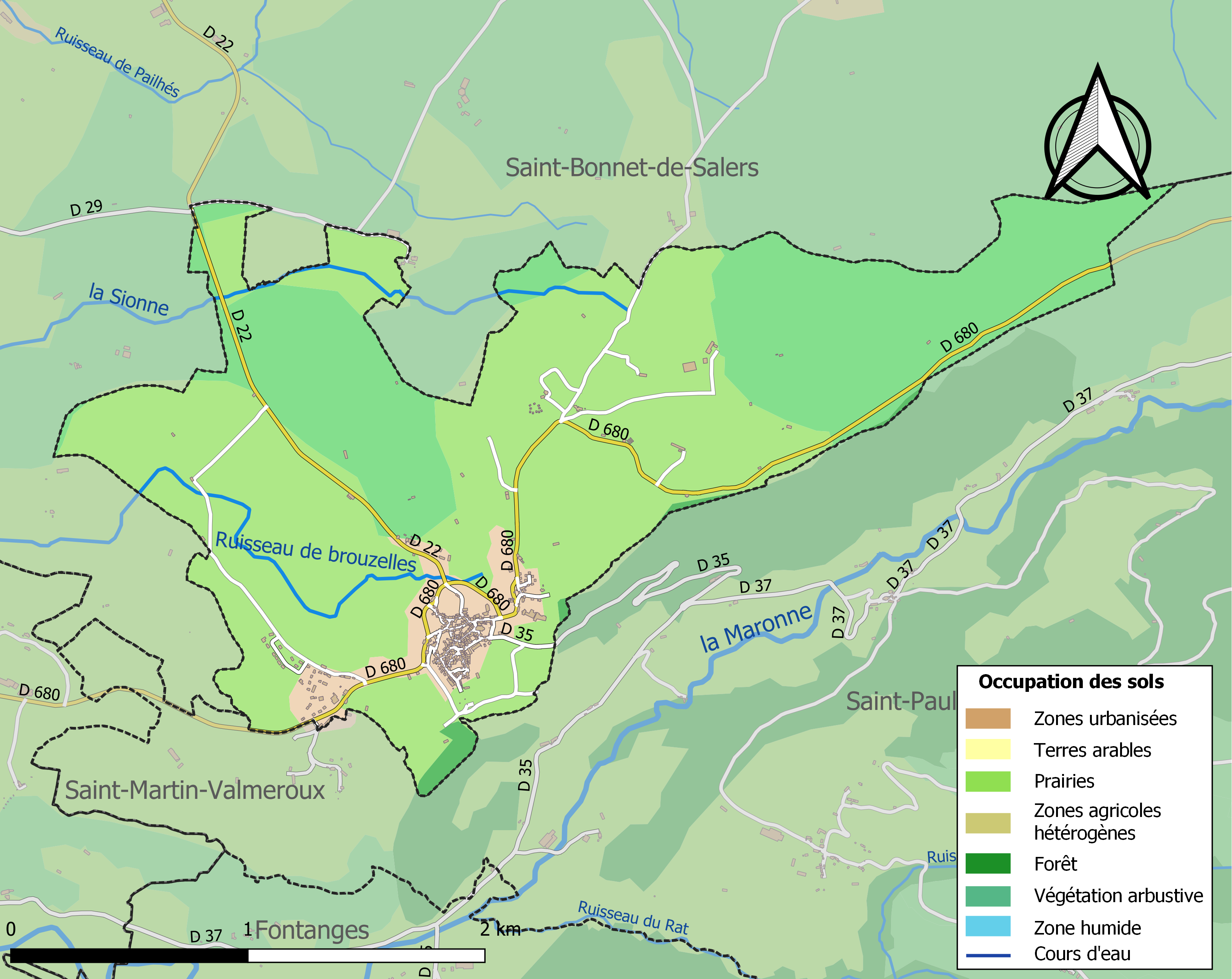
Carte des infrastructures et de l'occupation des sols de la commune en 2018 (CLC).

### Lieux-dits, hameaux et écarts
Le village est constitué aussi de quelques hameaux :
- Jarriges, demeure passée de mains en mains depuis la famille du même nom, qui avait bâti ce bien en défiance de l'autorité seigneuriale des barons de Salers. C'est aujourd'hui un établissement hôtelier, entouré de quelques demeures ;
- La Jourdanie, ancienne demeure des Chalvet de Rochemonteix, seigneurie qui englobait la chapelle Notre-Dame-de-Lorette. Ce fief, devenu par la suite propriété des Raffin de la Raffinie, a permis le développement du quartier Maleprangère (qui englobe l'ancienne mission diocésaine, Notre-Dame-de-Lorette et La Jourdanie) ;
- Le Mouriol, exploitation agricole, auprès de laquelle se sont établis le camping municipal et un complexe hôtelier, le tout sur la route du Puy-Mary ;
- Le Foirail, hameau proche de la RD 680, où se trouve le Centre de première intervention de Salers.

### Logement
En 2018, le nombre total de logements dans la commune était de 298, alors qu'il était de 281 en 2013 et de 301 en 2008.
Parmi ces logements, 49,7 % étaient des résidences principales, 32,9 % des résidences secondaires et 17,5 % des logements vacants. Ces logements étaient pour 76,1 % d'entre eux des maisons individuelles et pour 23,9 % des appartements.
Le tableau ci-dessous présente la typologie des logements à Salers en 2018 en comparaison avec celle du Cantal et de la France entière. Une caractéristique marquante du parc de logements est ainsi une proportion de résidences secondaires et logements occasionnels (32,9 %) supérieure à celle du département (20,4 %) et à celle de la France entière (9,7 %). Concernant le statut d'occupation de ces logements, 67,7 % des habitants de la commune sont propriétaires de leur logement (65 % en 2013), contre 70,4 % pour le Cantal et 57,5 pour la France entière.
| Typologie                                               | Salers | Cantal | France entière |
| ------------------------------------------------------- | ------ | ------ | -------------- |
| Résidences principales (en %)                           | 49,7   | 67,7   | 82,1           |
| Résidences secondaires et logements occasionnels (en %) | 32,9   | 20,4   | 9,7            |
| Logements vacants (en %)                                | 17,5   | 11,9   | 8,2            |

### Voies de communication et transports
La ville est loin des grandes voies de communications. Ce relatif isolement et son climat hivernal rude n'ont pas favorisé son expansion, et elle a ainsi pu garder une taille modeste.

## Toponymie
Le nom de la localité est attesté sous les formes Salernum en 1100 (Gallia Christiana, tome II, carton 267) ; Salerna en 1268 ; S-GV-DE-SALERN sur un sceau de 1284 (sceau de G. de Salers archives nationales, J 271) ; Salernes, Strata Salernesa en 1350 (archives municipales d'Aurillac, série HH, carton 21) ; Salerne en 1371 (archives municipales d'Aurillac, série EE, page 14) ; Sallerne en 1600 (reconnaissance des habitants d'Auriol à l'hôpital de la Trinité d'Aurillac) ; Salhers en 1645 (état civil) ; Saler en 1682 (état civil de Chaussenac) ; Sallers en 1688 (pièces du cabinet Bonnefons) ; Salers en 1781 (archives départementales, série G, liasse 44).
Le -s final n'apparaît que tardivement, tandis que le -n(e) s'est amuï (voir ci-dessus). Il s'agit d'une formation toponymique pré-latine, voire pré-celtique fondée sur la racine  *sal- à valeur oronymique, suivi d'un suffixe ernu, -a.
Albert Dauzat et à sa suite, François de Beaurepaire comparent avec Salernes (Var, Salerna 1007),, ce dernier ajoute Salerne (Salerno) en Italie du sud.
En auvergnat, l'ancienne langue régionale parlée localement, le nom de la commune se prononçait « Salèr » ou « Saguèr » ([saˈgɛʁ]), car le -n en position finale s'est régulièrement amuï. Le nom s'écrit ainsi en écriture auvergnate unifiée et aussi en celle mistralienne mais s'écrit Salèrn en graphie classique,.

## Histoire

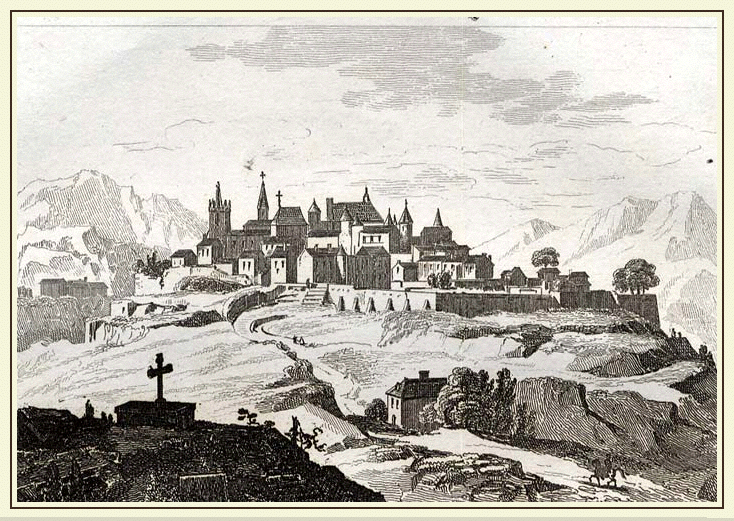
Salers par Malte-Brun 1836.

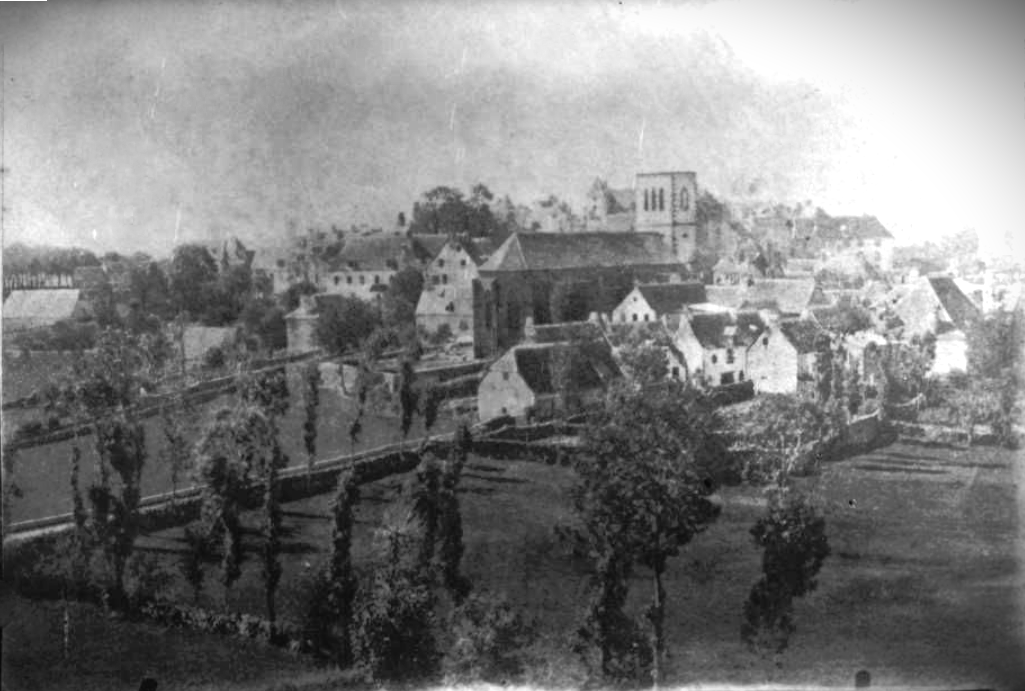
vue générale de Salers en 1883, le clocher de l'église Saint Matthieu n'est pas encore reconstruit.

Les origines de Salers ne sont pas connues à ce jour. Durant plusieurs siècles, les barons de Salers ont dit avoir des origines italiennes, en se basant sur la ressemblance qui existait entre le nom de Salers (Salèrn en auvergnat) et Salerne, ainsi que sur la possession par les deux villes de reliques de saint Mathieu, saint patron commun aux deux. Une seconde hypothèse ferait descendre les barons de Salers des vicomtes de Murat, plus crédible, elle n'en souffre pas moins également d'un manque de sources.
Au XIe siècle, le pouvoir des seigneurs de Salers s'étendait sur la petite cité rassemblée autour d'un donjon, enserrée entre les paroisses de Saint-Paul et de Saint-Bonnet. La Maison de Salers participa à plusieurs croisades : le baron Séverin de Salers partit en 1095 à la première croisade, et un de ses descendants, Helme de Salers, prit part à la septième croisade en 1250 aux côtés de Saint Louis. À la suite de querelles familiales, la seigneurie fut partagée au XIVe siècle avec la famille Pesteil, plusieurs procédures amputèrent le primat de la Maison de Salers sur son fief.
À partir de 1428, la ville de Salers se fortifie dans sa partie haute. Les portes du Beffroi et de la Martille faisaient partie de ce système de défense (qui comportait à l'origine quatre portes, une vers le chemin des Loups, une vers l'actuelle salle des fêtes). La fortification était due à la lassitude des bourgeois d'être systématiquement pillés lors des incursions des routiers anglais commandés par Rodrigue de Villandrando. Ces murailles ne servirent jamais à leur fonction première mais furent salutaires un siècle plus tard. Elles furent néanmoins l'objet d'un procès, à l'initiative du baron de Salers, Jean II, invoquant le crime de lèse-seigneurie, qu'il perdit au profit des bourgeois de Salers, la couronne de France ordonnant que chaque bourgeois payât autant de muraille qu'il ne disposait d'arpents de terre.
À partir de 1550, la notoriété de Salers grandit grâce à la récupération par la ville du bailliage des monts d'Auvergne, retiré de Crèvecœur à Saint-Martin-Valmeroux, un tribunal royal qui fait s'installer de nombreuses familles aisées. C'est à cette époque que sont construites la plupart des demeures de pierre de lave qui entourent l'actuelle place Tyssandier d'Escous. La ville de Salers, essentiellement bourgeoise, va ainsi donner naissance à une noblesse de robe.
La fin du XVIe siècle est marquée par les guerres de religion, Salers n'est pas épargnée et c'est lors de la nuit du 1er février 1586 que les huguenots vont tenter de prendre la cité. L'assaut sera repoussé et coûtera la vie à dix-neuf des membres des familles d'épée de Salers. La ville fut dédiée par la suite au Saint-Esprit. On peut admirer un tableau commémoratif dans l'église paroissiale Saint-Matthieu en face de la célèbre mise au tombeau polychrome des années 1495, offert par Géraud Vitalis, alors prêtre communaliste de la paroisse, pour la reconstruction de l'église.
En 1666, le baron François de Salers fut destitué de son titre par les Grands Jours d'Auvergne de Clermont, pour avoir fait mettre à mort un de ses ennemis sur ses terres, sans avoir eu recours aux procédures royales. Le château fut alors rasé, selon l'expression « à trois pieds du sol », et les droits de la baronnie rachetés par son gendre, de la famille de Scorailles, qui tint cette charge jusqu'à la Révolution française.
C'est après la Seconde Guerre mondiale que furent entrepris les grands travaux de modernisation de la commune, alors que M. Feniès était maire. Le couvent des Sœurs de la Compagnie de Notre-Dame fut rasé pour permettre l'édification du collège communal. La Halle de la place de la mairie fut remodelée et on y installa la statue de Ernest Tyssandier d'Escous. La place Géraud-Maigne fut créée à la suite du démembrement d'un pâté de maisons qui était au milieu, et l'esplanade de Barrouze perdit sa fontaine pour permettre de moderniser l'espace.
Devenue chef-lieu de canton après la réorganisation révolutionnaire, Salers ne garda qu'une influence locale après la fermeture du bailliage et le recentrage du pouvoir judiciaire local sur Mauriac, sa notoriété se cantonnant à la commercialisation de ses produits agricoles comme les bovins et leurs dérivés (fourrures), les fromages et le développement du tourisme culturel dont l'apogée fut à la fin des années 1980 et au début des années 1990, avec les travaux de Gérard Delangle et de Yves Krier, metteur en scène, sur les Fêtes Renaissance et la collaboration d'André Mahé pour son coup de pinceau.

### Consuls sous l'Ancien Régime
Les consuls étaient élus chaque année, ils sont les héritiers des luminiers de la paroisse. Il n'existe pas de liste exhaustive mais par croisement d'archives, il est possible d'en reconstituer une. Les luminiers sont aussi appelés des marguilliers ou des bailes en fonction des régions et de l'importance de la paroisse et de sa fabrique (synonyme de conseil de fabrique ou de syndic).
| Période | Période | Identité                                    | Étiquette              | Qualité                                                                                  |
| ------- | ------- | ------------------------------------------- | ---------------------- | ---------------------------------------------------------------------------------------- |
| 1787    | 1789    | Maire : M Delzangles de Faussanges          |                        |                                                                                          |
| 1767    | 1780    | 1er Consul : Pierre Bertrandy de Barmonteil | Bourgeois              | Autres consuls : Jean Michel, marchand ; Antoine Vergnes, voiturier                      |
| 1760    | 1760    | 1er Consul : Chevallier                     |                        |                                                                                          |
| 1680    |         |                                             |                        | Antoine de Chazettes, baile ; Joseph Meynial, syndic                                     |
| 1679    |         |                                             |                        | Pierre Laviale, baile ; Pierre Claux, syndic                                             |
| 1678    |         |                                             |                        | Antoine Dupuy, baile ; Joseph Meynial, syndic                                            |
| 1677    |         |                                             |                        | François Chamboudie, baile ; Jacques Dufayet, prêtre, syndic                             |
| 1676    |         |                                             |                        | Raymond Picapeyre, baile ; Jean Blanc, syndic                                            |
| 1675    |         |                                             |                        | Jean Blanc, baile ; Jean Berger, prêtre, syndic                                          |
| 1674    |         |                                             |                        | Rongier, baile ; Jean Blanc, syndic                                                      |
| 1673    |         | 1er Consul : Israël de Mossier              | Sieur de Fumel, Avocat | Joseph Couderc, baile ; Jean Pradel, syndic                                              |
| 1620    |         | 1er Consul : Israël de Mossier              |                        | Autres consuls : Guillaume Leblanc, Jean Spinouse                                        |
| 1586    |         |                                             |                        | Autre consul : Antoine de Mossier                                                        |
| 1581    |         |                                             |                        | Autre consul : Jehan Broquin, blessé lors du siège de la cité par les huguenots en 1580  |
| 1580    |         | 1er Consul : Laporte                        |                        | Autre consul : Anthoine Mossier, tué le 1er février 1580 lors du siège par les Huguenots |
| 1579    |         | 1er Consul : Jehan Dolivier                 |                        |                                                                                          |
| 1572    |         |                                             |                        | Autre consul : Antoine de Mossier                                                        |
| 1570    |         |                                             |                        | Autre consul : Antoine de Mossier                                                        |
| 1542    |         |                                             |                        | Autre consul : Jean de Mossier                                                           |
| 1525    |         |                                             |                        | Autre consul : Jehan Vernyes                                                             |
| 1508    |         | Fondation du Consulat                       |                        | Autre consul : Pierre Dubois                                                             |

### Seigneurs sous l'Ancien Régime
| Période   | Période    | Identité                                 | Étiquette | Qualité |
| --------- | ---------- | ---------------------------------------- | --------- | --- |
| 1770      | 1820       | Marie-Françoise de Scorailles-Mazerolles | 2e race   | Marquise universelle de Salers, mariée en 1764 à Jean-Baptiste, marquis de Naucaze, divorcés en 1778 |
| 1717      | 1770       | Anne II de Scorailles-Mazerolles         | 2e race   | Marquis, marié à Marie-Magdeleine de Corn de Caissac, chevalier de l'ordre de Saint-Louis |
|           |            | François II de Scorailles-Mazerolles     | 2e race   | Marié en 1691 à Marie-Françoise de Caissac-Sedaiges |
| 1679      |            | Annet de Scorailles-Mazerolles           | 2e race   | Marié en 1658 à Diane-Madeleine de Salers, fille du précédent, baron de Salers par achat en 1679 au prix de 70000 Livres |
| 1630      |            | François IV de Salers                    | 1re race  | Frère du précédent, marié en 1630 à Marguerite de Mossier. Destitué, par jugement, de son titre de baron le 21 janvier 1666, pour avoir, aidé d'amis ou de serviteurs, attaqué et fait tuer Antoine de Servières. Il l'attaqua dans la rue, le poursuivit, mit le siège devant la maison où celui-ci s'était enfermé, en défonça la toiture pour y pénétrer et fit mettre le malheureux à mort. |
|           |            | Henry de Salers                          | 1re race  | Fils du précédent, issu du premier lit |
|           |            | François III de Salers                   | 1re race  | Né vers 1575, marié en 1593 à Jeanne de Saint-Martial puis en secondes noces en 1607 ou 1617 à Diane de Saint-Priest |
| 1565      | 1585       | François II de Salers                    | 1re race  | Marié le 25 janvier 1567 à Suzanne Andrieu de la Gâne |
| 1536      | 1565       | François I de Salers                     | 1re race  | Né vers 1510, marié en 1539 à Louise de Beaupoil de Saint-Aulaire |
|           | vers 1536  | Nicolas de Salers                        | 1re race  | 3e fils du précédent, né vers 1470, marié le 20 janvier 1509 à Charlotte de Saint-Chamans, titré premier baron de Salers |
|           | 1477       | Jean II de Salers                        | 1re race  | Intenta un procès contre les bourgeois de Salers pour crime de lèse-seigneurie, marié en 1467 à Catherine de Rochefort |
|           | avant 1438 | Jean I de Salers                         | 1re race  | fils du précédent, issu du second mariage |
|           |            | Guy V de Salers                          | 1re race  | Neveu par alliance du Pape Clément VI, Pape en Avignon, rend hommage en 1405 au Duc de Berry, né vers 1348, marié le 14 octobre 1371 à Guine de Pesteils. Veuf, il se marie en secondes noces, vers 1390, avec Irlande de Tournemire |
|           |            | Guy IV de Salers                         | 1re race  | Né vers 1320, marié à Irlande de Rochefort en 1344, née vers 1325 |
|           |            | Pierre 1er de Salers                     | 1re race  | Né vers 1300, marié en 1315 à Clémence d'Ussel, rend hommage à l'évêque de Clermont en 1331 |
|           |            | Guy III de Salers                        | 1re race  | Né vers 1280, marié à Souveraine de Brezons en 1296 |
|           |            | Guy II de Salers                         | 1re race  | Marié en 1276 avec Thimoux Aymone de Scoraille, réorganise les communaux accordés aux habitants |
| 1230      | 1276       | Hélin (Elim ou Helme) de Salers          | 1re race  | Fils du précédent, croisé aux côtés de Saint-Louis |
| 1190      | 1239       | Séverin de Salers                        | 1re race  | A eu 5 fils |
|           |            | Hugues de Salers                         | 1re race  | Donation à l'église d'Aubazine |
| 1103      | 1112       | Guy 1er de Salers                        | 1re race  | |
| vers 1095 |            | Séverin de Salers                        | 1re race  | Chevalier, se croise en 1095 au Concile de Clermont |
| 1049      | 1069       | Pierre de Salers                         | 1re race  | Seigneur mais pas forcément Chevalier, son domaine s'étend sur Saint-Paul et Fignac-Espinassoles |
| vers 1029 |            | Eustorg (Astorg) de Salers               | 1re race  | militis de Salern, donc chevalier, il signe cette année-là, la donation d'Étienne 1er de Cheylade à l'abbaye de Sauxillanges, lorsqu'il entre en religion |

### Chronologie indicative
- 1095 : Séverin de Salers est présent au concile de Clermont à l'appel du pape Urbain II. Il se croise à cette occasion-là.
- 1498 : Don par Géraud Vitalis, prêtre, de la Mise au Tombeau polychrome dans l'église Saint-Matthieu.
- 1646 : Installation des Filles de Notre-Dame (ou de Marie), depuis Aurillac, congrégation religieuse d'influence ignatienne.
- 1666 : Les Grands jours d'Auvergne condamnent le baron de Salers à la peine de mort et la destruction de son château.
- 1827 : Retour définitif à Salers des religieuses des sœurs de Notre-Dame[25].

## Politique et administration

### Liste des maires
| Période             | Période        | Identité                               | Étiquette       | Qualité |
| ------------------- | -------------- | -------------------------------------- | --------------- | --- |
| 2020                | En cours       | Jean-Louis Faure                       | DVD             | Jean-Christophe Borne - Chantal Emounerie - Roland Chabanon - Jean-Pierre Lafeuille - Marie-Laure Laporte - Sébastien Apché - Sandrine Willot - Fabien Rouchy - David Georges - Jean Lescure (démissionnaire en 2020) |
| 2014                | 2020           | Jean-Louis Faure                       | DVD             | Jean-Christophe Borne, 1er adjoint - Chantal Emounerie, 2e adjoint - Antoine Bancarel, conseiller - Roland Chabanon, conseiller - Pierre Capel, conseiller - Jean-Pierre Lafeuille, conseiller - Marie-Laure Laporte, conseillère - Yann Holley, conseiller (démissionnaire en 2014) - Syrthe Lacoste, conseiller (démissionnaire en 2014) - Georges Leybros, conseiller (démissionnaire en 2014)                                                                     |
| 2008                | 2014           | Jean Maltcheff                         | apparenté PS    | Patrick Berger, 1er adjoint - Jean-Louis Faure, 2e adjoint (démissionnaire en 2011) - Christian Lacombe (devenu 2e adjoint en 2012) - Célia Grandjean, conseillère - Marie-Pierre Mary, conseillère (démissionnaire en 2012) - René Freissinier, conseiller - Georges Leybros, conseiller - Michel Senaud, conseiller - Françoise Touzain, conseillère (démissionnaire en 2009) - Cédric Tartaud-Gineste, conseiller chargé du patrimoine et du jumelage avec Holloko |
| 2001                | 2008           | Michelle Celarier-Descœur              | PR-UMP          | Monsieur Jarrige, 1er adjoint (décédé en cours de mandat) - Jean-Claude Fruquière, 2e adjoint - Bruno Lhomme, conseiller - Daniel Gil, conseiller - Serge Borne, conseiller - Etienne Roquette, conseiller - Agnès Maltcheff, conseiller - Carole Georges, conseiller - Michel Robert, conseiller |
| 1995                | 2001           | Michelle Celarier-Descœur              | UDF             | Conseiller général du canton de Salers (1995-2004) |
| 1984                | 1995           | Michelle Celarier-Descœur              | UDF             | |
| 1984                | 1984           | Jean Cros                              |                 | |
| 1983                | 1984           | Georges Dauzet                         |                 | |
| 1977                | 1983           | Charles Maigne                         |                 | Jojo Laval, Barrière, Leybros, Louis Leymarie, Paul Vergne, Delsol, J. Maltcheff, R. Borne, Georges Dauzet, Delcher, Roux |
| 1971                | 1977           | Charles Maigne                         |                 | Jean Maltcheff, 1er adjoint |
| 1968                | 1971           | Charles Maigne                         |                 | |
| 1945                | 1968           | Antoine Feniès                         |                 | |
| 1944                | 1945           | Clément Laval                          |                 | Antoine Feniès, membre du conseil municipal |
| 1940                | 1944           | Henry de Lestrade                      |                 | Président de la délégation spéciale |
| 1930                | 1940           | Géraud Maigne                          |                 | Clément Laval, adjoint |
| 1930                | 1930           | Adrien Pierre Peyrac                   |                 | Intérim |
| 1929                | 1930           | Richard Chalvignac                     |                 | |
| 1925                | 1929           | Edouard Joanny                         |                 | Antony Lafarge adjoint au maire |
| 1924                | 1925           | Richard Chalvignac                     |                 | |
| 1923                | 1924           | Adrien Pierre Peyrac                   |                 | |
| 1919                | 1923           | Pierre François Albert Lapeyre         |                 | Commandeur de la Légion d'Honneur décède en 1923 - 1er adjoint Chalvignac |
| 1916                | 1919           | Léonard Jarrige                        |                 | |
| 1907                | 1916           | Sébastien Vergne                       |                 | décède en 1916 |
| 1899                | 1904           | Guillaume Jean                         |                 | Basset 1er adjoint |
| 1888                | 1899           | Pierre Jules Rolland                   |                 | |
| 1882                | 1888           | Jules Layac                            |                 | |
| 1881                | 1882           | Gaston Gabriel Tyssandier d'Escous     |                 | Layac (adjoint), Delalo, Rastoil, Serre, Fouilhoux, Blau, Castanier, Maigne, Verdier, Chavaroche, Barbet |
| 1865 (10 septembre) | 1881           | Pierre Jules Rolland                   |                 | Pierre Gabriel Ernest Tyssandier d'Escous, adjoint |
| 1853                | 1865 (27 août) | Henry Pierre François Marie Bertrandy  |                 | Notaire. Rion, adjoint, Delalo, Espinasse, Rolland, Astorg, Cazals, Vergne, Sevestre, Rongier, conseillers municipaux |
| 1847                | 1853           | Henri de Roquemaurel                   |                 | Guy Barbet, adjoint, gendre de Jean de La Ronade |
| 1840                | 1847           | Jean Rolland                           |                 | Valette, Barbet conseillers municipaux |
| 1832 (juin)         | 1839 (décès)   | Jean de Dieu Gaëtan André de La Ronade | Orléaniste      | Jean Rolland, adjoint, Antoine Revel adjoint, Elie de Raffin, Delalo, Lapeyre, Talandier, Rongier, Joseph Vergnes, Jacques Espinasse, conseillers |
| 1831 (janvier)      | 1832 (avril)   | François Lapeyre                       |                 | Antoine Revel, adjoint |
| 1830 (novembre)     | 1830           | Maurice François Delalo                |                 | François Lapeyre, adjoint |
| 1829 (26 avril)     | 1830 (24 août) | Jean-Marie de Raffin de la Raffinie    | Légitimiste     | Jean-Marie Rolland, adjoint |
| 1822                | 1829           | Pierre-François-Marie Bertrandy        | Légitimiste     | Jean-André Espinasse adjoint, Barthelemy Veschambres, Jean-Baptiste Valette, Jean-Louis de Roquemaurel, Pierre Riou II, Antoine Rougier, Antoine Maigne, Jean Sevestre, conseillers municipaux |
| 1817                | 1822           | Jean-Marie de Raffin de la Raffinie    | Légitimiste     | chevalier de l'Ordre de Saint-Louis |
| 1806                |                | Jean-Marie-Antoine Tyssandier          |                 | Raymond Claux, adjoint; Barthelemy Veschambres; Jean-Baptiste Valette; Pierre-Antoine Lapeyre; Antoine Salvage; François Riou; Antoine Revel; Pierre Lizet; Jean-Marie Laraffinie; François-Marie Bertrandy, membres du conseil municipal |
| 1801                | 1806           | François Rion (ou Riom)                |                 | |
| 1795                |                | Raymond Claux                          | Révolutionnaire | |
| 1794                |                | Delpeuch                               | Révolutionnaire | |
| 1791                | 1794           | Guillaume Rongier                      | Révolutionnaire | Secrétaire de mairie en 1790, décède en */ 1794 |
| 1790                | 1791           | Jean-Marie de Raffin de la Raffinie    | Royaliste       | comte, garde de corps du Roy 1785 |

### Jumelages
La commune est jumelée avec :
- Hollókő (Hongrie) depuis 2010.

## Population et société

### Démographie

#### Évolution démographique
L'évolution du nombre d'habitants est connue à travers les recensements de la population effectués dans la commune depuis 1793. Pour les communes de moins de 10 000 habitants, une enquête de recensement portant sur toute la population est réalisée tous les cinq ans, les populations de référence des années intermédiaires étant quant à elles estimées par interpolation ou extrapolation. Pour la commune, le premier recensement exhaustif entrant dans le cadre du nouveau dispositif a été réalisé en 2006.

En 2022, la commune comptait 312 habitants, en évolution de −5,17 % par rapport à 2016 (Cantal : −1,08 %, France hors Mayotte : +2,11 %).
| 1793  | 1800  | 1806  | 1821  | 1831  | 1836  | 1841  | 1846  | 1851  |
| ----- | ----- | ----- | ----- | ----- | ----- | ----- | ----- | ----- |
| 1 134 | 1 645 | 1 497 | 1 183 | 1 286 | 1 282 | 1 243 | 1 274 | 1 026 |

| 1856 | 1861 | 1866  | 1872  | 1876  | 1881  | 1886  | 1891  | 1896 |
| ---- | ---- | ----- | ----- | ----- | ----- | ----- | ----- | ---- |
| 987  | 985  | 1 090 | 1 033 | 1 026 | 1 049 | 1 019 | 1 015 | 907  |

| 1901 | 1906 | 1911 | 1921 | 1926 | 1931 | 1936 | 1946 | 1954 |
| ---- | ---- | ---- | ---- | ---- | ---- | ---- | ---- | ---- |
| 887  | 760  | 743  | 603  | 620  | 630  | 608  | 558  | 561  |

| 1962 | 1968 | 1975 | 1982 | 1990 | 1999 | 2006 | 2011 | 2016 |
| ---- | ---- | ---- | ---- | ---- | ---- | ---- | ---- | ---- |
| 533  | 521  | 480  | 451  | 439  | 401  | 368  | 354  | 329  |

| 2021 | 2022 | - | - | - | - | - | - | - |
| ---- | ---- | - | - | - | - | - | - | - |
| 316  | 312  | - | - | - | - | - | - | - |

#### Pyramide des âges
La population de la commune est relativement âgée. En 2019, le taux de personnes d'un âge inférieur à 30 ans s'élève à 17,9 %, soit un taux inférieur à la moyenne départementale (26,9 %). Le taux de personnes d'un âge supérieur à 60 ans (53,2 %) est supérieur au taux départemental (35,6 %).
En 2019, la commune comptait 155 hommes pour 170 femmes, soit un taux de 52,3 % de femmes, supérieur au taux départemental (51,15 %).
Les pyramides des âges de la commune et du département s'établissent comme suit :
| Hommes | Classe d’âge | Femmes |
| ------ | ------------ | ------ |
| 2,6    | 90 ou +      | 7,8    |
| 16,7   | 75-89 ans    | 26,0   |
| 29,9   | 60-74 ans    | 23,0   |
| 19,6   | 45-59 ans    | 18,3   |
| 12,0   | 30-44 ans    | 8,2    |
| 10,6   | 15-29 ans    | 10,9   |
| 8,7    | 0-14 ans     | 5,8    |

| Hommes | Classe d’âge | Femmes |
| ------ | ------------ | ------ |
| 1,2    | 90 ou +      | 3,1    |
| 10,1   | 75-89 ans    | 13,5   |
| 22,9   | 60-74 ans    | 22,6   |
| 21,8   | 45-59 ans    | 20,5   |
| 16,1   | 30-44 ans    | 15,2   |
| 13,8   | 15-29 ans    | 11,9   |
| 14,2   | 0-14 ans     | 13,3   |

## Économie
L'économie de Salers a évolué à partir d'une tradition pastorale, d'abord axée sur l'élevage de moutons, chèvres et bovins, puis sur le commerce du cuir et de la laine. Aujourd'hui, le tourisme, alimenté par la richesse de son patrimoine et son classement parmi les « Plus Beaux Villages de France », constitue le principal pilier économique. Bien que la commune soit de petite taille, elle doit relever le défi de maintenir ses services de proximité tout en accueillant un grand nombre de visiteurs, mais elle bénéficie du dynamisme de ses habitants, de ses artisans et de ses 80 commerces.

## Culture locale et patrimoine

### Lieux et monuments

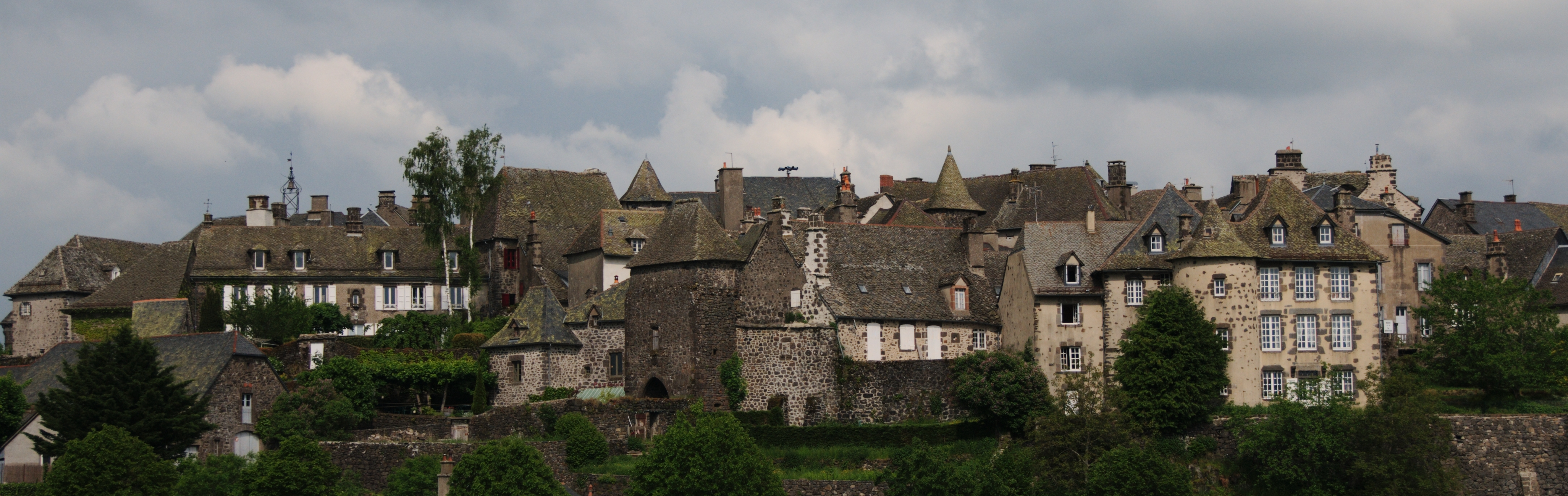
Vue de Salers.

#### Bâtiments et lieux publics remarquables

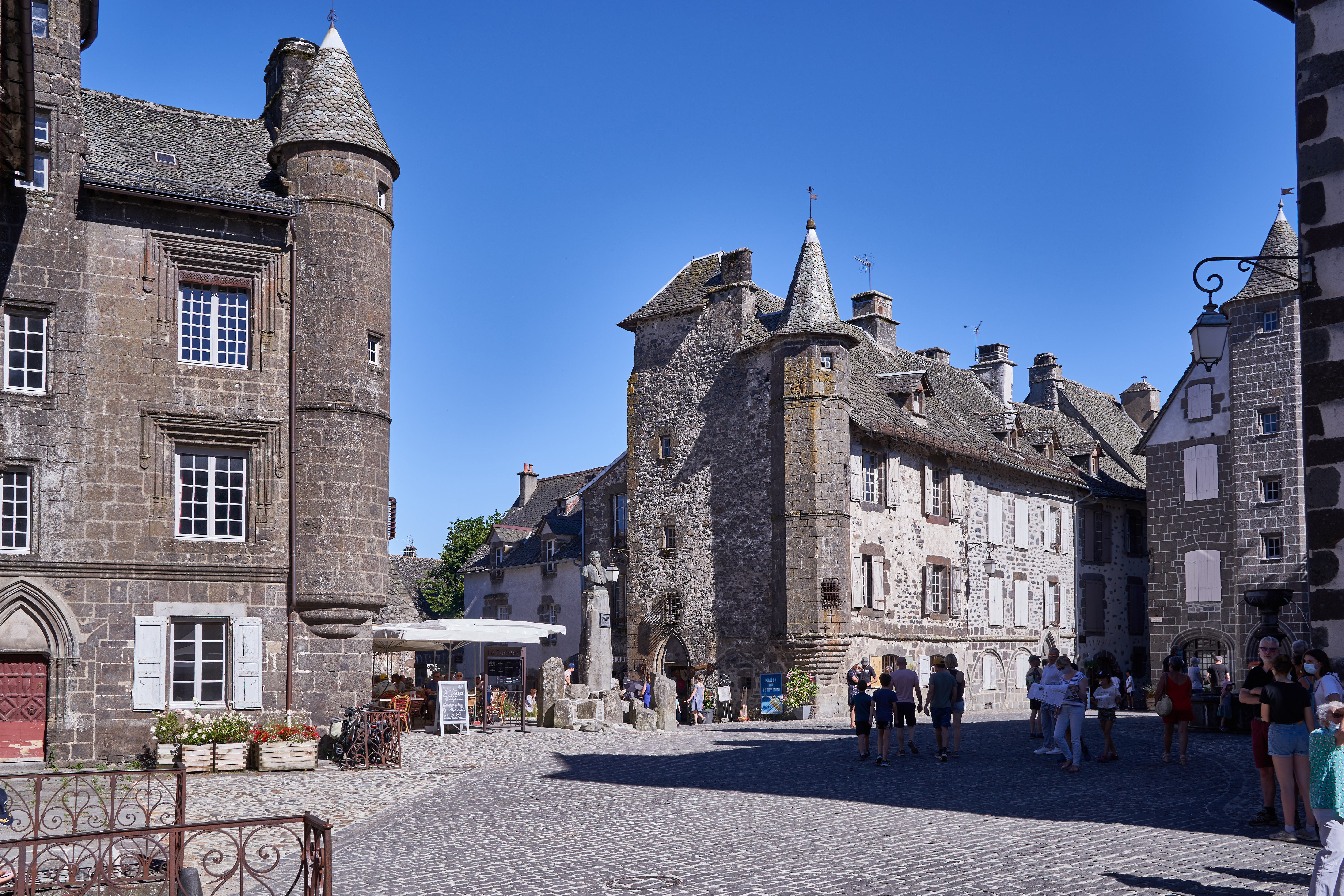
Place Tyssandier-d'Escous.

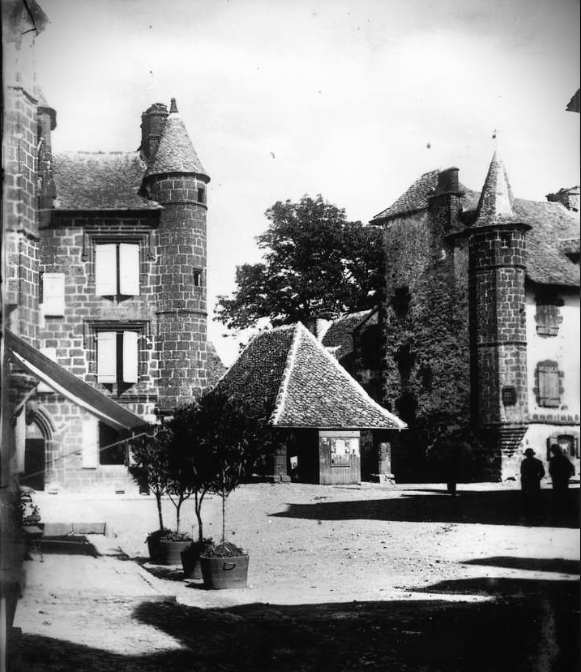
Place Tyssandier-d'Escous tout à la fin du XIXe siècle : il s'y trouve encore les hales du XVIIe siècle

Les bâtiments publics comme les maisons des Sagraniers sont bâties en pierre volcanique noire, typique de la région. Parmi les lieux remarquables, on peut citer :
- la place Tyssandier-d'Escous, dédiée au rénovateur de la race salers, entourée de maisons Renaissance dans le plus pur style de la Haute-Auvergne, cette place (aussi place de la Mairie) présente en son centre un buste de l'agronome qui succéda à l'ancienne halle à grains, appelée guabrinole, qui servait sous l'Ancien Régime pour la mesure des grains avec des niveaux sur chaque pilier.
- la maison dite du Bailliage, ayant été la propriété de la famille Sevestre, portant des traces des meneaux arrachés des fenêtres pour raisons fiscales, elle fut également la propriété de la famille Mossier. Elle porte le nom de bailliage en référence à ses précédents propriétaires qui furent magistrats civils, mais il n'a pas été établi que le bailliage, issu de Crèvecœur à Saint-Martin-Valmeroux, se soit établi de manière permanente dans cette demeure.
- la maison de la famille Chazette de Bargues avec un balcon en pierre de lave du XVe siècle orné de sculptures. Cette maison est la première dans la rue des Nobles.
- la maison du Commandeur de Mossier[35] qui accueille le musée de l’histoire de Salers et de ses traditions populaires. Belle demeure bourgeoise Renaissance avec sa galerie de style gothique et sculptures symboliques, ses clefs de voûte et culots de retombées d’ogives - Grandes salles, salons et mobiliers provenant en partie de la maison mitoyenne Dolivier (XVIIIe et XIXe siècles) - Cheminées monumentales (XVe siècle) - Pharmacie classée ISMH (1891) - Demeure inscrite à l’ISMH en 1927. Photos de la région de Salers par l’abbé Gély vers 1911.
- la maison de la Ronade, dont les fondations datent du XIIIe siècle. Bâtisse de la famille du même nom, elle est devenue un salon de thé avec chambres d'hôtes.
- la porte du Beffroi et la porte Martille qui sont les derniers vestiges de l'ancien rempart médiéval.
- la chapelle dite Lizet qui s'avère être la chapelle de l'hospice de Salers devenue depuis maison de retraite, une exposition permanente y est organisée : Salers, regards sur la peinture et la sculpture. Cette chapelle date du XVIIIe siècle, époque à laquelle les procédures foncières ont permis aux missionnaires diocésains de s'établir à Salers.
- le beffroi de Salers, XVe siècle, il domine la rue commerçante du même nom, c'était l'un des quatre points d'accès de la cité.
- l'hospice Lizet, il est dissimulé par le beffroi et abrite un artisan d'émaux. C'est le premier hospice de Salers, fondé par Pierre Lizet, premier président du Parlement de Paris au XVIe siècle.
- maison du Président ou gendarmerie de Salers, construite par Pierre Lizet.
- les anciens haras de Salers de l'ancien bailliage.

### Lieux de culte

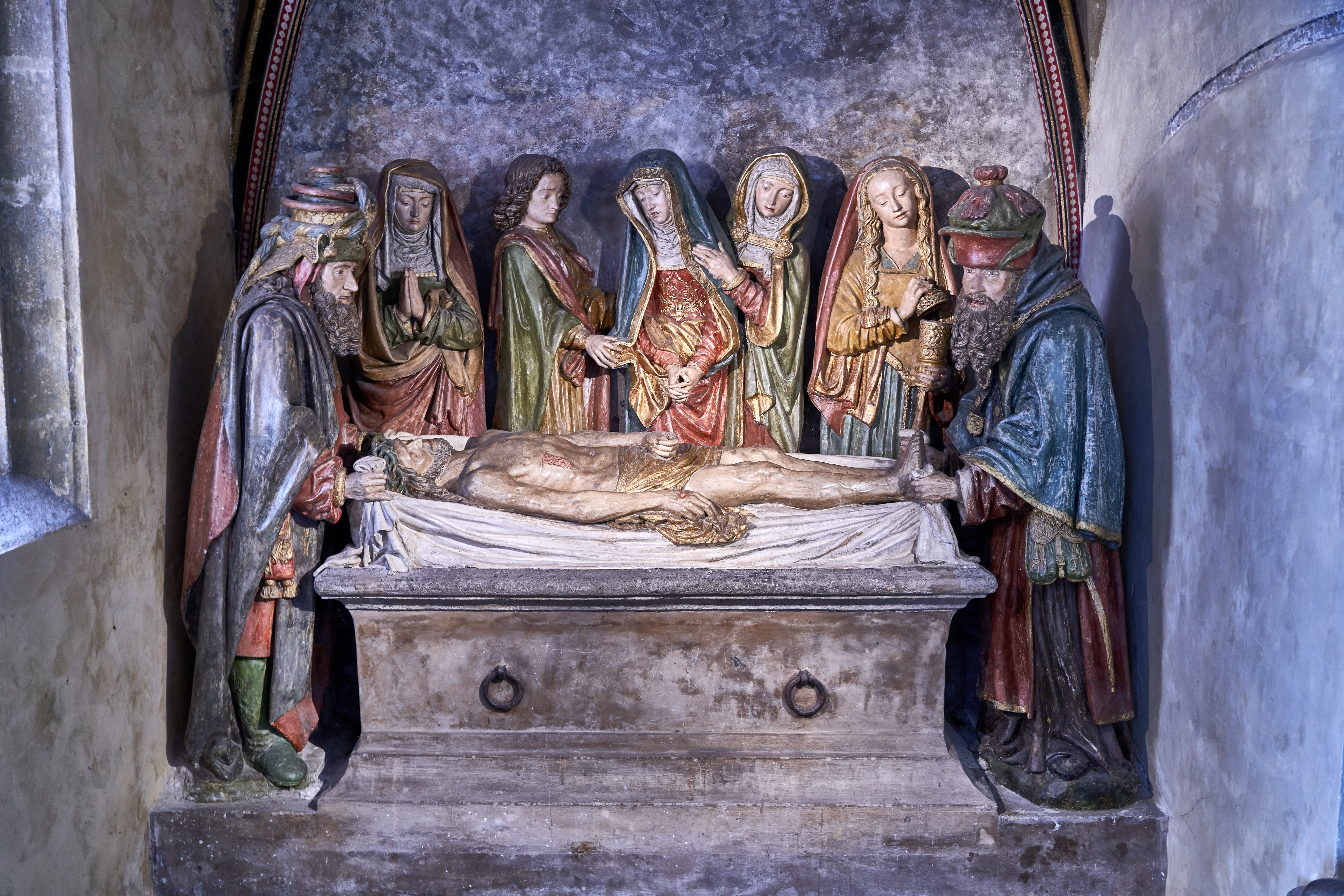
Mise au tombeau (église Saint-Matthieu).

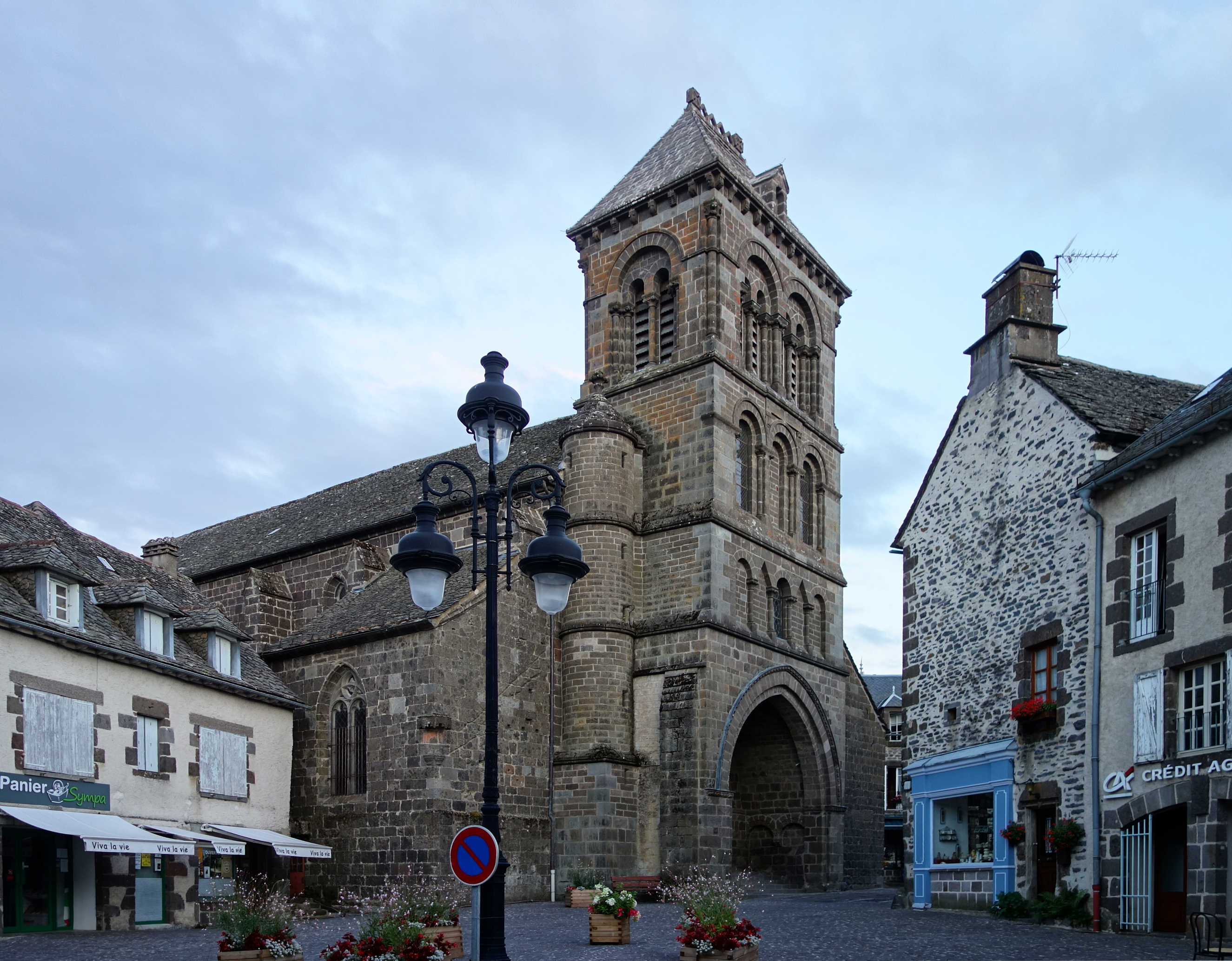
Église Saint-Matthieu.

- L'église Saint-Matthieu est une reconstruction de la fin du XVe siècle, mais le portail rappelle le reste de l'église romane qui la précédait, néanmoins intégralement restaurée à la fin du XIXe après que la foudre fut tombée dessus. Parmi les ornements, des tapisseries du XVIIe siècle, dont une est le « Serment de Montmartre », acte fondateur de la Compagnie de Jésus par saint Ignace de Loyola, ainsi qu'une Mise au tombeau polychrome datée de 1495, offerte par le père Géraud Vitalis pour la reconstruction et la consécration de l'église[36].
- La chapelle Notre-Dame-de-Lorette se trouve à l'est, en direction de la montagne, vers Malprangère. Elle date du XIXe siècle, d'un style néo-byzantin particulier, elle fut bâtie sur les restes de la chapeloune voulue par un seigneur de Salers, datant des alentours de 1450 et source d'un pèlerinage local dont les archives attestent de guérisons.

Salers a compté dans son histoire d'autres lieux de culte, aujourd'hui reconvertis ou détruits :
- la chapelle du couvent des religieuses de Notre-Dame, sans doute détruite après-guerre avec l'ensemble conventuel, l'actuelle salle des fêtes est l'unique vestige de l'ensemble ;
- la chapelle du couvent des Franciscains Récollets de Barrouze, détruite avec l'ensemble pendant la Terreur ;
- une chapelle est mentionnée dans le château des barons de Salers, qui sera rasée en 1666 avec le corps seigneurial en exécution des Grands Jours d'Auvergne[37] ;
- la chapelle Lizet (l'originale) est située sous la porte du Beffroi, elle est aujourd'hui une librairie après avoir été un magasin de souvenirs et fut le premier Hôtel-Dieu au XVIe siècle, fondé par Pierre Lizet.

### Monument aux morts
Édifié en 1922, il rend hommage aux Sagraniers morts pour la Grande Guerre et des autres conflits mondiaux.

### Points de vue
L'esplanade de Barrouze est l'un des plus beaux points de vue de la ville, avec un aperçu de la vallée de la Maronne et du puy Violent.

### Particularités et distinctions
Salers est la première ville de France dont les habitants aient décidé ensemble d'arrêter de fumer[réf. nécessaire].
Salers est aujourd'hui membre de l'association plus beaux villages de France.
Salers a donné son nom à la race de vaches salers. Cette race a été lancée par Ernest Tyssandier d'Escous dont le buste se dresse sur la place principale de la ville.
Salers a aussi donné son nom à un fromage, le salers, version labellisée du fromage cantal, et à une liqueur de gentiane : le Salers Gentiane, concurrent de la Suze.
En 2008, le village a reçu son premier défibrillateur automatique externe de la part de la MGP au Salon des Maires, il est situé en accès libre dans l'escalier derrière l'office de tourisme intercommunal.
En novembre 2010, Salers a été distinguée du Prix Territoria d'Or « Parrainage européen » pour le texte de sa charte du jumelage.

### Philatélie
Un timbre postal, d'une valeur de 0,65 franc, représentant les bâtiments les plus prestigieux du village (maison Sevestre, maison de La Ronade, maison de Bargues, beffroi, maison Flogeac…) a été émis en 1974, sur proposition de la Société des Amis de Salers. Ce timbre est l'œuvre de l'artiste Claude Durrens.

### Personnalités liées à la commune

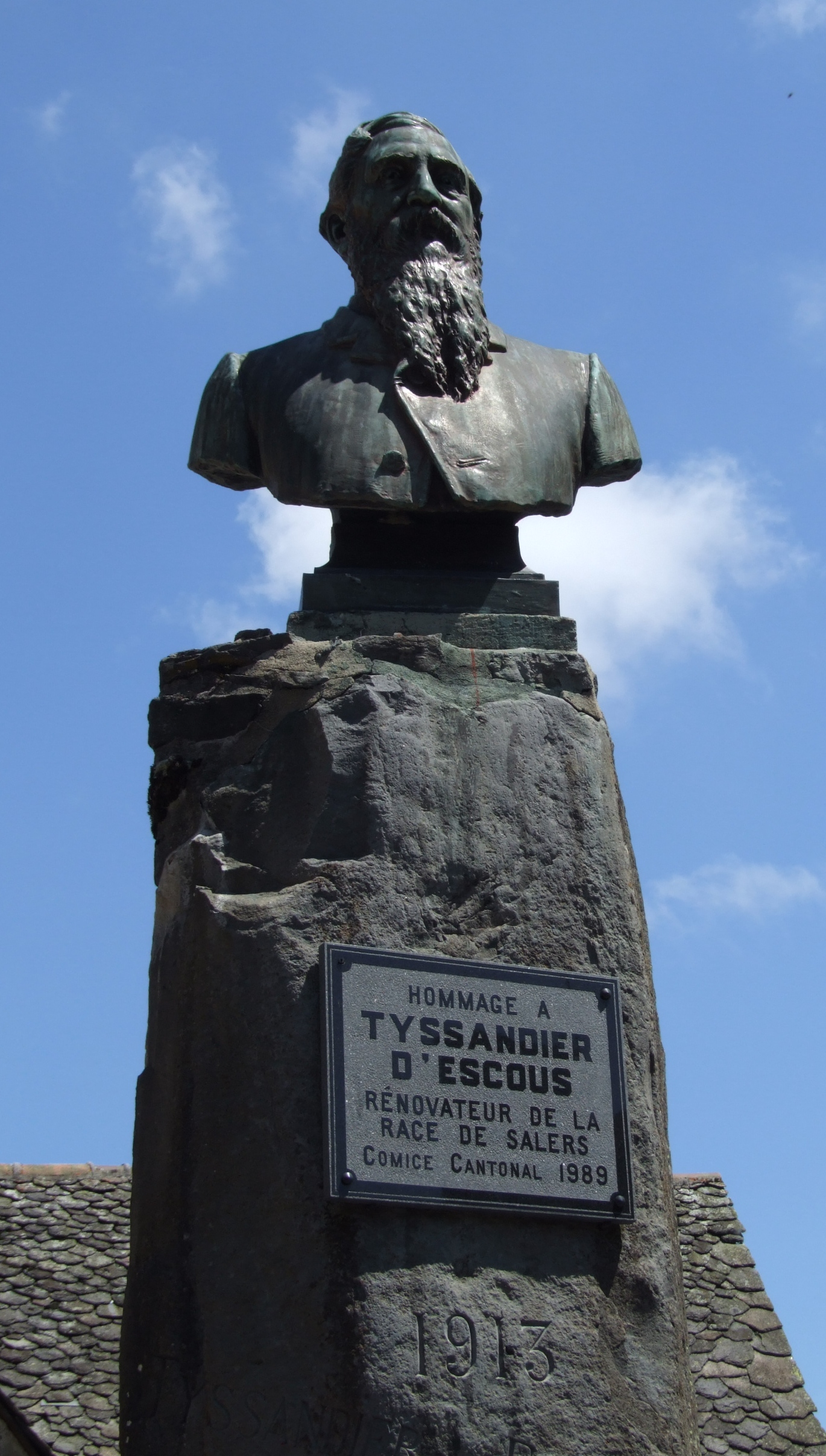
Tyssandier d'Escous.

- Pierre Lizet (1482-1554), conseiller (1515), puis premier président du Parlement de Paris en 1529. Il fonda en avril 1532 l'hôtel-Dieu (actuel magasin d'émaux sous le porche du beffroi).
- L'abbé Veyssier, en 1520, était resté parmi les pestiférés de la ville, décimée à hauteur de 400 personnes.
- Jehan de Vernyes, né en 1530 à Salers, maître des requêtes de l'Hôtel du roi Henri IV dans l'entourage duquel il a vécu, auteur de Mémoires sur l'Auvergne au temps de la Ligue adressé à Henri IV (en 1589 et 1593), et d'une Correspondance, qui ont été édités.
- Mathieu de Chalvet de Rochemonteix (1528-1607), neveu de Pierre Lizet, président du Parlement de Toulouse, nommé par Henri IV, conseiller en ses Conseils d'État et privé.
- Pierre de La Farge (1647-1741), bourgeois et seigneur de Rochemonteix, s'est distingué à la bataille de Malplaquet en 1709. Il fut anobli par lettres-patentes de Louis XIV en 1711.
- Jean-Baptiste Gros, homme politique né le 19 mai 1759 à Salers (Cantal) et mort à une date inconnue.
- Ernest Tyssandier d'Escous (1813-1889), rénovateur de la race bovine salers.
- Jules-Antoine Badal (1840-1929), inventeur de l'optomètre.
- Gérard Delangle (1948-1996), libraire, bibliophile, créateur des Fêtes Renaissance de Salers.
- Philippe Garrigue (1935-2014), historien, guide touristique, fondateur du musée de Salers.

### Héraldique
| Blason de Salers | Blason  | De gueules à la tour d'or, ouverte, ajourée et maçonnée de sable, au chef cousu d'azur chargé de trois fleurs de lys aussi d'or. |
| Blason de Salers | Détails | Le blason d'origine ne portait que la tour qui est « de Salers » flanquée d'un mur d'enceinte à dextre. Par la suite, le chef de France a été ajouté, indiquant qu'il s'agit d'une « bonne ville », une ville relevant du roi. Plusieurs explications sont avancées : l'implantation du bailliage royal des Montagnes d'Auvergne dans la ville de Salers, au détriment du château de Crèvecœur près de Saint-Martin-Valmeroux. Les Grands jours d'Auvergne en 1666 qui ont vu la condamnation des barons de Salers et le rachat par la suite de la baronnie par la famille de Scorailles. Philippe Garrigue considère que le chef de France est une excentricité des autorités locales du XXe siècle. Le statut officiel du blason reste à déterminer. |

### Fantaisie héraldique

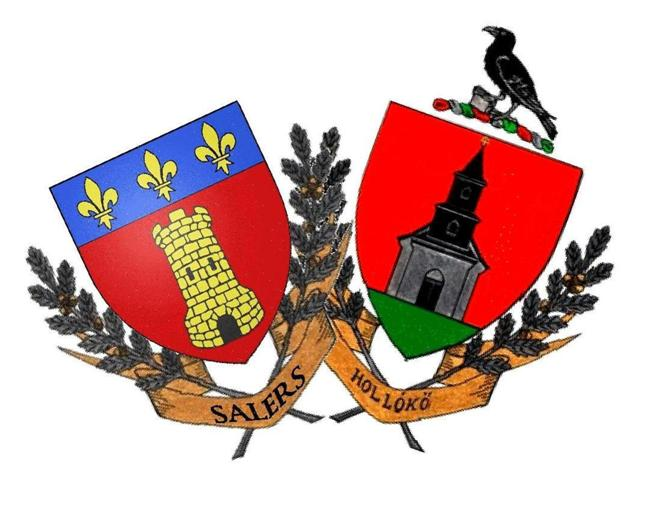
Fantaisie héraldique pour le jumelage Salers-Hollókő.

À l'occasion du jumelage avec Hollókő, une construction héraldique a été apportée à cette cérémonie en mai 2010. Il s'agit de voir les deux blasons inclinés l'un vers l'autre comme il en était l'usage lors du mariage de deux familles nobles et dont les armes étaient frappées sur les menus des convives.